# Nicholas Edward Brown
Nicholas Edward Brown ( 11 de julio de 1849 Redhill, Surrey - 25 de noviembre de 1934, Real Jardín Botánico de Kew, Londres) fue un taxónomo y botánico inglés con autoridad en suculentas; también lo fue en varias familias de plantas, incluyendo (pero no limitando) Asclepiadaceae, Aizoaceae, Labiatae y flora del Cabo.

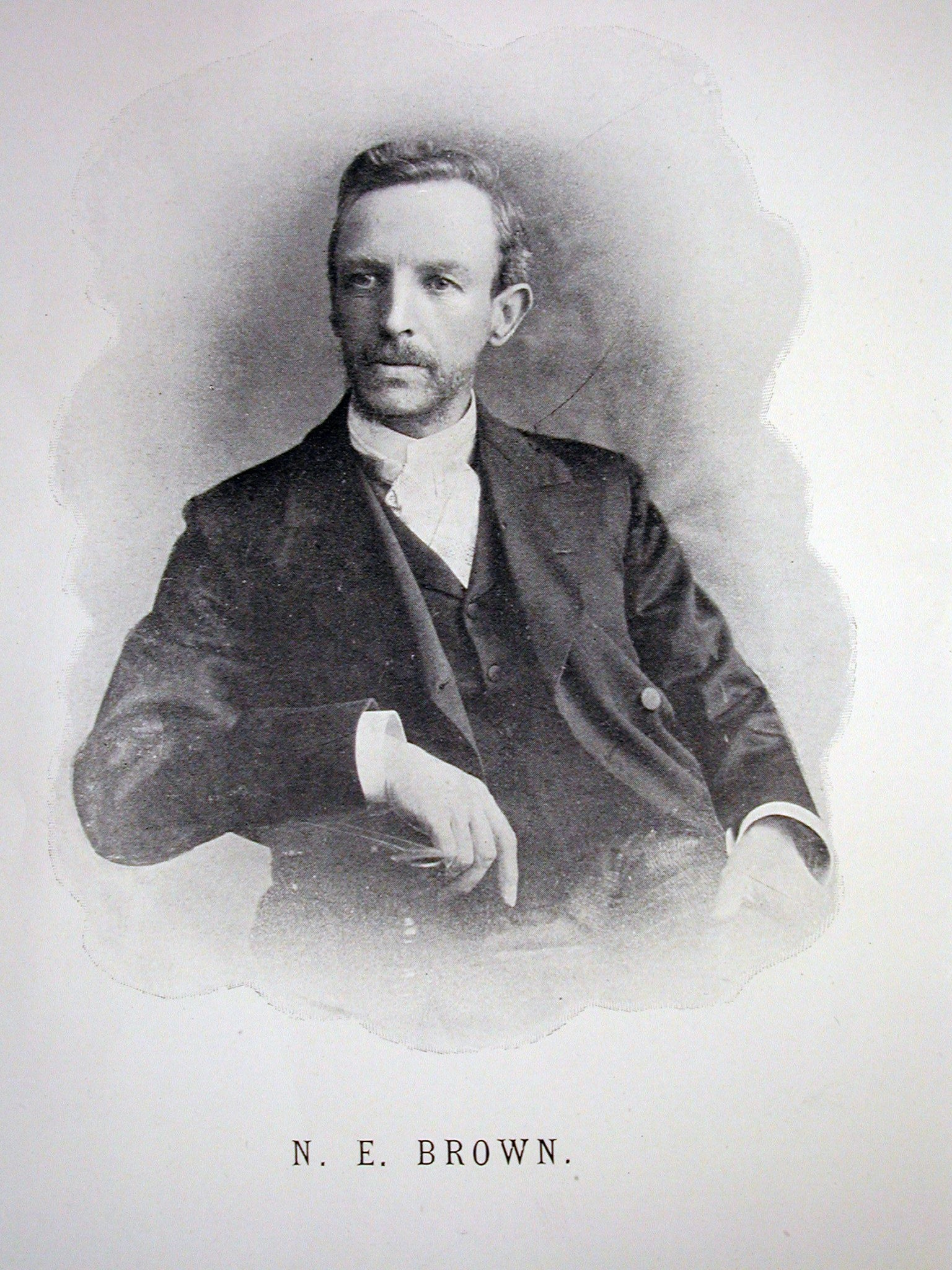

## Antecedentes
Comienza trabajando como asistente en el Herbario en el Kew en 1873, y curador Asistente de 1909 a 1914. En 1911 publica Flora of Tropical Africa. Sus ilustraciones de plantas suculentas las hace en conexión con su revisión del género botánico Mesembryanthemum, que publicó en 1931, acompañado de detalladas anotaciones.
Fue autor de obras importante en taxonomía particularmente en suculentas.
Publica mayormente en Kew Bull. y en Flora Capensis.
Estuvo casado con la hija de Thomas Cooper (1815-1913), otro botánico de Kew.

## Otras publicaciones
- nicholas edward Brown, gordon d. Rowley. 1990. Stapelieae. 2.ª edición de International Asclepiad Soc. 62 pp.

- ------------------------------------. 1985. Sansevieria: a monograph of all the known species. N.º 5 de Bulletin of miscellaneous information. Edición reimpresa. 168 pp.

- ------------------------------------. 1933. Arachnoidiscus: an account of the genus, comprising its history, distribution, development and growth of the frustule, structure and its examination and purpose in life, and a key to and descriptions of all known species, illustrated. Editor W. Watson, 88 pp.

- ------------------------------------, a. Tischer, mia c. Karsten. 1931. Mesembryanthema; descriptions: with chapters on cultivation and general ecology. Eds. E.J. Labarre & L. Reeve, 323 pp.

- ------------------------------------, carl pehr Thunberg. 1928. The South African Iridaceae of Thunberg's herbarium. Linnean Soc. of London. Journal, botany 48, 41 pp.

- ------------------------------------. 1919. New and old species of Mesembryanthemum, with critical notes. Editor Linnean Soc. 88 pp.

- ------------------------------------. 1909. The flora of Ngamiland. 146 pp.

- ------------------------------------, frederick Vavasour McConnell, John Joseph Quelch, William Turner Thiselton-Dyer. 1901. Report on two botanical collections made by F.V. McConnell and J.J. Quelch at Mount Roraima in British Guiana. Trans. of the Linnean Soc. of London: Botany. Editor Linnean Soc. 107 pp.

- ------------------------------------. 1900. Report on two botanical collections made by Messrs. F. V. ... 107 pp.

- ------------------------------------. 1884. The gardeners' dictionary: Enumerating the plants, fruits, and vegetables desirable for the garden and explaining the terms and operations employed in their cultivation. With a rev. suppl. including all the new plants and varieties to the end of the year 1880. Editor George William Johnson & G. Bell, 1.026 pp.

- ------------------------------------. 1880. On some new Aroideae: with observations on other known forms. Parte 1. 22 pp.

## Honores
- Medalla "Capt. Scott Memorial Medal" por la Sociedad Sudáfricana Biológica en reconocimiento de su obra en la flora
- 1932: honrado con la D.Sc. conferido por la Universidad del Witwatersrand

### Epónimos
- (Aizoaceae) Brownanthus Schwantes[1]
- La abreviatura «N.E.Br.» se emplea para indicar a Nicholas Edward Brown como autoridad en la descripción y clasificación científica de los vegetales.[2]